# Dino Terragni
Dino Terragni (Paderno Dugnano, 10 de setembro de 1927 — Genebra, 21 de julho de 1979) foi um empresário, engenheiro e um inventor Italiano.
Foi um pioneiro da indústria da plástico.

## Biografia
Nasceu em Paderno Dugnano em 1927, filho de Ercole Terragni (nascido em Paderno Dugnano em 1889 e falecido em 1966) e de Enrichetta Strada (nascido em Paderno Dugnano em 1896 e falecido em 1970). Apesar das situações econômicas familiares agravadas, ele conseguiu, com a ajuda das freiras, obter educação adequada. Nos anos 50, ele conheceu Felice Zosi na feira de plásticos em Milão, com quem começou a trabalhar no campo da produção e venda de máquinas para processamento de plástico. Em 1953, os dois, em conjunto com Marco Terragni, decidiram fundar a Covema (Comissão de Vendas de Máquinas) em Milão, na Via Fontana 1, com a intenção de vender as máquinas que Luigi Bandera estava desenvolvendo naqueles anos. No primeiro ano, a empresa alcançou um faturamento de algumas centenas de milhares de euros. Nos anos seguintes, a Covema desenvolveu muito os mercados americano e espanhol. No final da década de 1950, Marco e Dino decidiram parar de vender as linhas da Bandera e produzir as próprias linhas de extrusão. Nos anos 60, a Covema desenvolveu a primeira planta de extrusão do mundo para a produção de ráfia e vendeu 70 plantas em um ano. Isso foi decisivo para o forte desenvolvimento da empresa, que posteriormente iniciou a produção de termoformadoras (Plastiform srl) e injetoras (GBF Construction Mechanical Spa). Nos anos sessenta, ele fundou o RIAP Spa em Bergamo, com a intenção de desenvolver novas tecnologias em colaboração com Montedison. Em 1970, seu irmão Marco, juntamente com a equipe de engenharia da RIAP, patenteou o processo para a produção de Cartonplast. Nos anos de 1972 e 1973, a Covema obteve grande sucesso com 45 fábricas, 2.000 funcionários e faturamento de cerca de 400/500 milhões de euros, tornando-se um dos maiores grupos do mundo para a produção de máquinas no setor plástico. Em 21 de julho de 1979, Dino Terragni faleceu repentinamente devido a um ataque cardíaco em Genebra, onde havia concluído alguns negócios com clientes suíços.

## Prêmios
- Premio Mercurio D'oro
- Medaglia d'oro agli esportatori
- Medaglia al commercio estero